# Белачера (Палермо)
Белачера је насеље у Италији у округу Палермо, региону Сицилија.
Према процени из 2011. у насељу је живело 220 становника. Насеље се налази на надморској висини од 186 м.